# Wanglong Yan
Wanglong Yan (chinesisch 王龙岩 ‚Großer-Drachen-Felsen‘) ist eine Gruppe von Felsvorsprüngen auf der Fildes-Halbinsel von King George Island im Archipel der Südlichen Shetlandinseln. Sie ragen etwa 200 m südlich der Große-Mauer-Station am Ufer der Hydrographers Cove auf.
Chinesische Wissenschaftler benannten die Gruppe 1985.